# Géométrie absolue
La géométrie absolue  (parfois appelée géométrie neutre) est une géométrie basée sur le système d'axiomes de la géométrie euclidienne, privé de l'axiome des parallèles ou de sa négation. Elle est formée des résultats qui sont vrais à la fois en géométrie euclidienne et en géométrie hyperbolique, parfois énoncés sous une forme affaiblie par rapport à l'énoncé euclidien traditionnel. 

## Historique
La géométrie absolue fut introduite (sous ce nom) par János Bolyai en 1832 ; le terme de géométrie neutre (sous-entendu par rapport à l'axiome des parallèles) lui a été parfois préféré, pour éviter de donner l'impression que toute autre géométrie en découle. Historiquement, faire de la géométrie absolue voulait dire n'utiliser que les quatre premiers postulats d'Euclide, mais cet ensemble a été complété par  plusieurs autres auteurs, obtenant par exemple le système des axiomes de Hilbert ;  c'est à ce dernier système, privé de l'axiome des parallèles, que se réfère actuellement cette géométrie.

## Propriétés
On pourrait penser que privée de l'axiome des parallèles, la géométrie absolue forme un système assez pauvre, mais ce n'est nullement le cas : de très nombreuses propriétés non évidentes de la géométrie euclidienne restent vraies, par exemple le fait que les bissectrices intérieures d'un triangle se coupent en un point, centre du cercle inscrit à ce triangle, ou sont encore vraies en en appauvrissant plus ou moins l'énoncé : la somme des angles d'un triangle est inférieure ou égale à 180° ; si deux médiatrices d'un triangle se coupent, les trois médiatrices sont concourantes au centre du cercle circonscrit ; de même, si deux hauteurs se coupent, les trois hauteurs sont concourantes en l'orthocentre. D'ailleurs, même sans l'axiome des parallèles, il est facile de montrer que deux droites perpendiculaires à une même troisième ne se rencontrent pas, et donc que des parallèles existent toujours (ce qui prouve que la géométrie elliptique n'est pas une géométrie absolue).

## Relation aux autres géométries
Les théorèmes de la géométrie absolue sont ceux qui sont vrais à la fois en géométrie euclidienne et en géométrie hyperbolique. En revanche, elle est incompatible sous cette forme avec la géométrie elliptique, où deux droites quelconques sont concourantes ; des modifications ont été parfois apportées à ce système d'axiomes pour obtenir une géométrie couvrant les trois cas.
Inversement, la géométrie de l'ordre (en) est plus pauvre que la géométrie absolue, et d'ailleurs aussi que la géométrie affine, qui admet l'axiome des parallèles, mais pas les axiomes d'Euclide concernant les distances et les angles.
Un plan qui satisfait les axiomes de Hilbert d'incidence, d'ordre et de congruence est appelé un plan de Hilbert ; les plans de Hilbert sont des modèles de la géométrie absolue.